# Nærfelt og fjernfelt
Nærfelt og fjernfelt eller nærfeltet og fjernfeltet er områder omkring en radioantenne - og bølgelængdemæssigt små elektriske komponenter - fx elektriske spoler (fx rammeantenne) og elektriske kondensatorer. Nærfeltet kaldes også induktionsfeltet.
En radioantenne har to felter (og bølgelængdemæssigt små elektriske komponenter næsten kun induktionsfeltet):
- Induktionsfelt - findes næsten kun i nærfeltet. Udgøres af et vekslende elektrisk felt - og/eller et vekslende magnetisk felt.
- Radiobølgeudstråling - findes både i nærfeltet og fjernfeltet - elektromagnetisk stråling.

Det ikke-strålende 'nærfelt' dominerer tæt på radioantennen (bølgelængdemæssigt; < bølgelængde / (2 x pi) ca.= bølgelængde x 0,159), mens elektromagnetisk stråling 'fjernfelt' opførsel dominerer ved større afstande fra radioantennen.
Ophavet til nærfeltet og fjernfeltet er accelereret og decelereret elektrisk ladning.

## Fjernfeltet som funktion af afstanden
Fjernfeltets E (elektrisk) og B (magnetisk) felters styrke falder omvendt proportionalt med afstanden r fra kilden, resulterende i at den elektromagnetiske strålings effekts intensitet falder med 1/r^2.

## Nærfeltet som funktion af afstanden
Det hurtige fald i nærfeltets effekts intensitet, er årsagen til at effekter grundet nærfeltet, stort set er forsvundet nogle få bølgelængder fra radioantennen.

### Elektrisk dipol
En elektrisk dipols nærfelts E og B styrker falder meget hurtigere med afstanden r: Resulterende i at nærfeltets effekts intensitet falder med henholdsvis 1/r^6 og 1/r^4.

### Magnetisk dipol
En magnetisk dipols nærfelts E og B styrker falder meget hurtigere med afstanden r: Resulterende i at nærfeltets effekts intensitet falder med henholdsvis 1/r^4 og 1/r^6.

## Eksempler på fjernfeltsteknologi
Eksempler på transducere, der sidder i teknologi, udstyr og dyr, som benytter fjernfelter (elektromagnetisk stråling):

### Til at udsende og/eller modtageradiobølger
- Radioantenner

### Til at modtage elektromagnetisk stråling
- Øjne - til fx synligt lys; nogle øjne kan også se noget infrarødt lys (nogle fisk (fx guldfisk, laks, piratfisk), nogle insekter) og noget UV-stråling (nogle flagermus, bier, fisk og fugle).[5][6][7]
- Fotocelle - til fx noget infrarødt lys, synligt lys og UV-stråling
- Kamera - til fx noget infrarødt lys, synligt lys og UV-stråling
- Billedsensor - til fx noget infrarødt lys, synligt lys og UV-stråling
  - Stjernekamera
- Fotodiode - til fx noget infrarødt lys og synligt lys
- Solcelle - til fx noget infrarødt lys og synligt lys
- Geiger-Müller-rør - til fx gammastråling

### Til at udsende elektromagnetisk stråling
- Glødelampe - til fx synligt lys
- Lysdiode - til fx noget infrarødt lys, synligt lys, noget UV-stråling
- Gasudladningsrør - til fx noget infrarødt lys, synligt lys, noget UV-stråling
  - Lysstofrør - til synligt lys
  - Plasmaskærm - til synligt lys
- Billedrør - til synligt lys
- Lysdiode-bagbelyst LCD-skærm - til synligt lys
- Røntgenrør - til røntgenstråling

## Eksempler på nærfeltsteknologi
Eksempler på transducere, der sidder i teknologi og udstyr, som benytter vekslende eller varierende nærfelter - eller afskærmer for disse:

### Benytterelektromagnetisk induktion
- Transformator
- To eller flere koblede elektriske svingningskredse
  - Dykmeter
  - Nærfeltskommunikation - fx trådløse betalingskort og baliser.
  - Æterofon; theremin - instrumentet spilles, ved at musikerens hænder forandrer position i forhold til to faste elektroder koblet til elektriske svingningskredse
- Metaldetektor
- Elektrodynamisk motor
- Elektrodynamisk generator
- Dynamisk mikrofon
- Elektrodynamisk højtaler

### Benytterelektrostatisk induktion
- Dyr med elektroception - er følsom overfor (pulserende) elektrostatiske felter
  - Hajer
  - Næbdyr
  - Dyr med elektroception og som kan lave elektrisk lammende stød
    - Elektriske ål
    - Elektriske maller
    - Elektrisk rokke
- Elektrostatisk generator
  - Wimshurst-generator
  - Kelvingenerator
  - Elektrofor
  - Kondensatormikrofon
- Elektrostatisk motor
  - Elektrohydrodynamisk-lifter
  - Elektrostatisk ion-motor
  - Elektrostatisk højtaler
- Visse berøringsknapper
- Visse berøringsfølsomme skærme
- Visse trådløse fugtsensorer

### Afskærmning mod elektromagnetisk induktion og elektrostatisk induktion
- En toledet elektrisk transmissionslinje er typisk udformet så nærfeltet dæmpes endnu mere end om elektriske ledninger. Balancerede transmissionslinjer er fx typisk snoede - og ubalancerede transmissionslinjers ene leder omslutter helt den anden leder (koaksialkabel).
- Faradaybur